# توني غراهام
توني غراهام (بالإنجليزية: Tony Graham)‏ (12 مايو 1956 سان فرانسيسكو الولايات المتحدة - ) هو لاعب كرة قدم أمريكي يلعب كمهاجم.